# Бени-Меллаль — Хенифра
Бени-Меллаль — Хенифра (араб. بني ملال - خنيفرة‎, бербер. ⴰⵢⵜ ⵎⵍⵍⴰⵍ-ⵅⵏⵉⴼⵕⴰ / Bni Mellal-Xnifṛa) — область в Марокко. Площадь — 33 208 км². Численность населения — 2 520 776 чел. (перепись 2014 года). Административный центр — город Бени-Меллаль.

## География
Область находится в центральной части страны. Граничит с областями Рабат — Сале — Кенитра на севере, Касабланка — Сеттат и Марракеш — Сафи на западе, Драа — Тафилальт на юго-востоке и Фес — Мекнес на северо-востоке.
В западной и центральной частях области располагается плодородная равнина Тадла, по которой протекает река Умм-эр-Рбия. Равина ограничена с юга горным хребтом Высокий Атлас, который проходит по южным и восточным частям области, и подножьями хребта Средний Атлас с севера. В области находится национальный парк Хенифра.

## История
Область Бени-Меллаль — Хенифра была образована в ходе административной реформы в сентябре 2015 года, объединив в себе область Тадла-Азилаль, провинцию Хурибга (область Шавия-Уардига) и провинцию Хенифра (область Мекнес-Тафилалет). Своё название область получила по городам Бени-Меллаль и Хенифра.

## Политика
14 сентября 2015 года первым президентом области был избран Ибрахим Муджахид. 13 октября 2015 года вали области был назначен Мохамед Дердури.

## Административное деление
- Провинция Азилаль
- Провинция Бени-Меллаль
- Провинция Фких-Бен-Салах
- Провинция Хенифра
- Провинция Хурибга

## Экономика
Главной составляющей экономики области является сельское хозяйство. Главные культуры — злаковые, свёкла, маслиновые, цитрусовые и гранаты; также существенным фактором является производство молока и мяса. Бассейн Улад-Абдун недалеко от Хурибги содержит в себе 44 % запасов фосфатов Марокко.

### Транспорт
Автомагистраль Беррешид — Бени-Меллаль связывает область с остальными автомагистралями страны и пролегает через города Бени-Меллаль, Уэд-Зем и Хурибга, уходя на северо-запад в направлении Беррешида к югу от Касабланки. Другой важной автодорогой является национальная дорога 8. Она соединяет Бени-Меллаль и Хенифру с Марракешем на юго-востоке и Фесом на северо-западе. Авиакомпания Royal Air Maroc обслуживает аэропорт Бени-Меллаль. Пассажирские поезда ходят между городами Уэд-Зем, Хурибга и Касабланка.